# Ogród zoologiczny

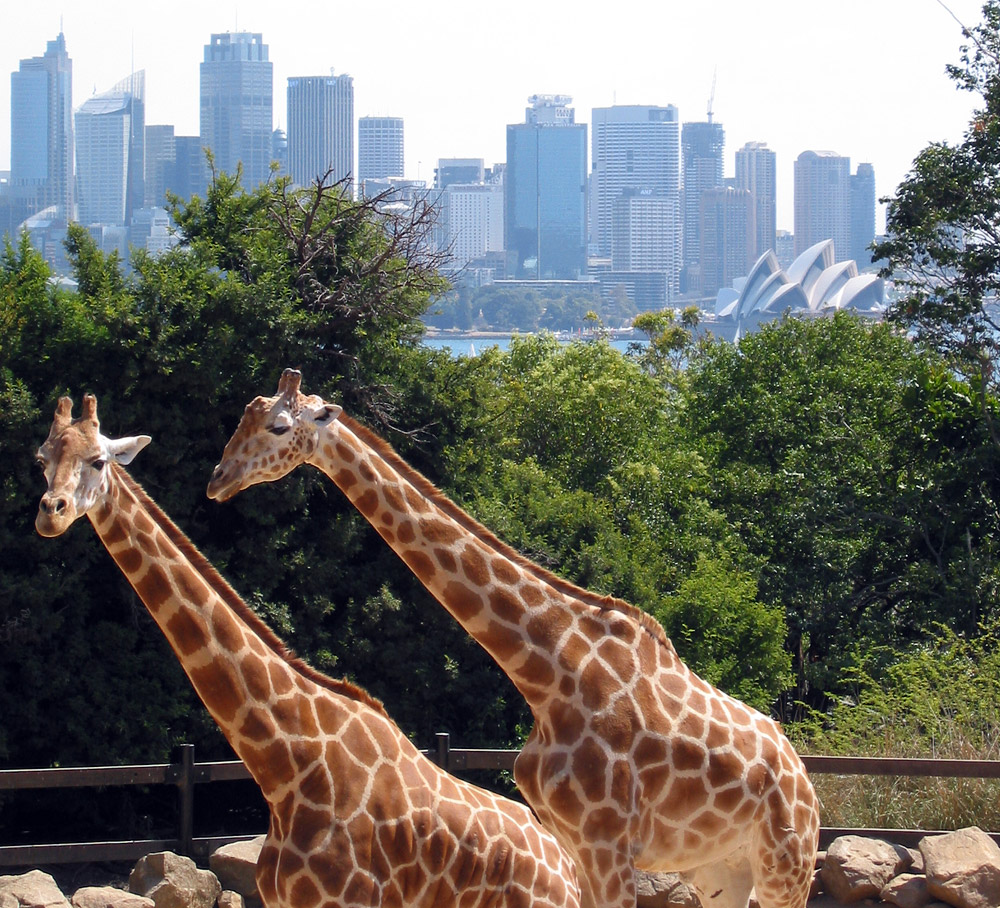
Żyrafy w Taronga Zoo (Sydney)

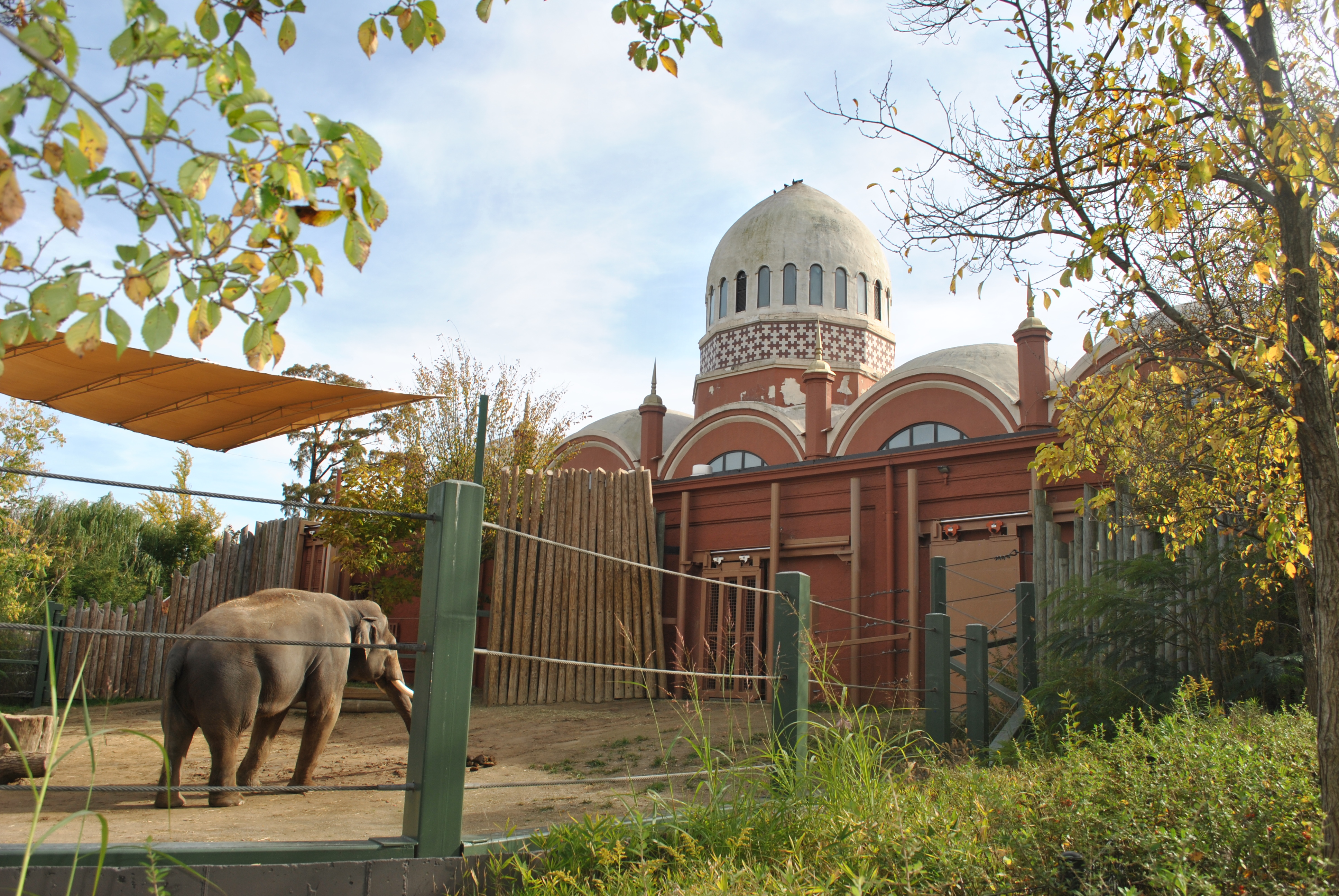
Wybieg słoni w Cincinnati Zoo

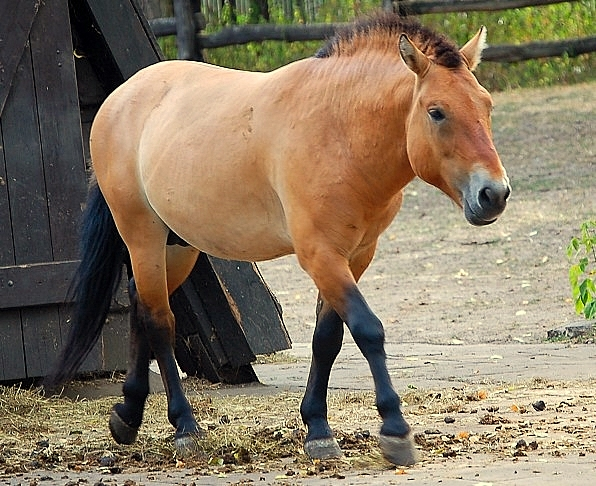
Zoo w Warszawie, koń Przewalskiego

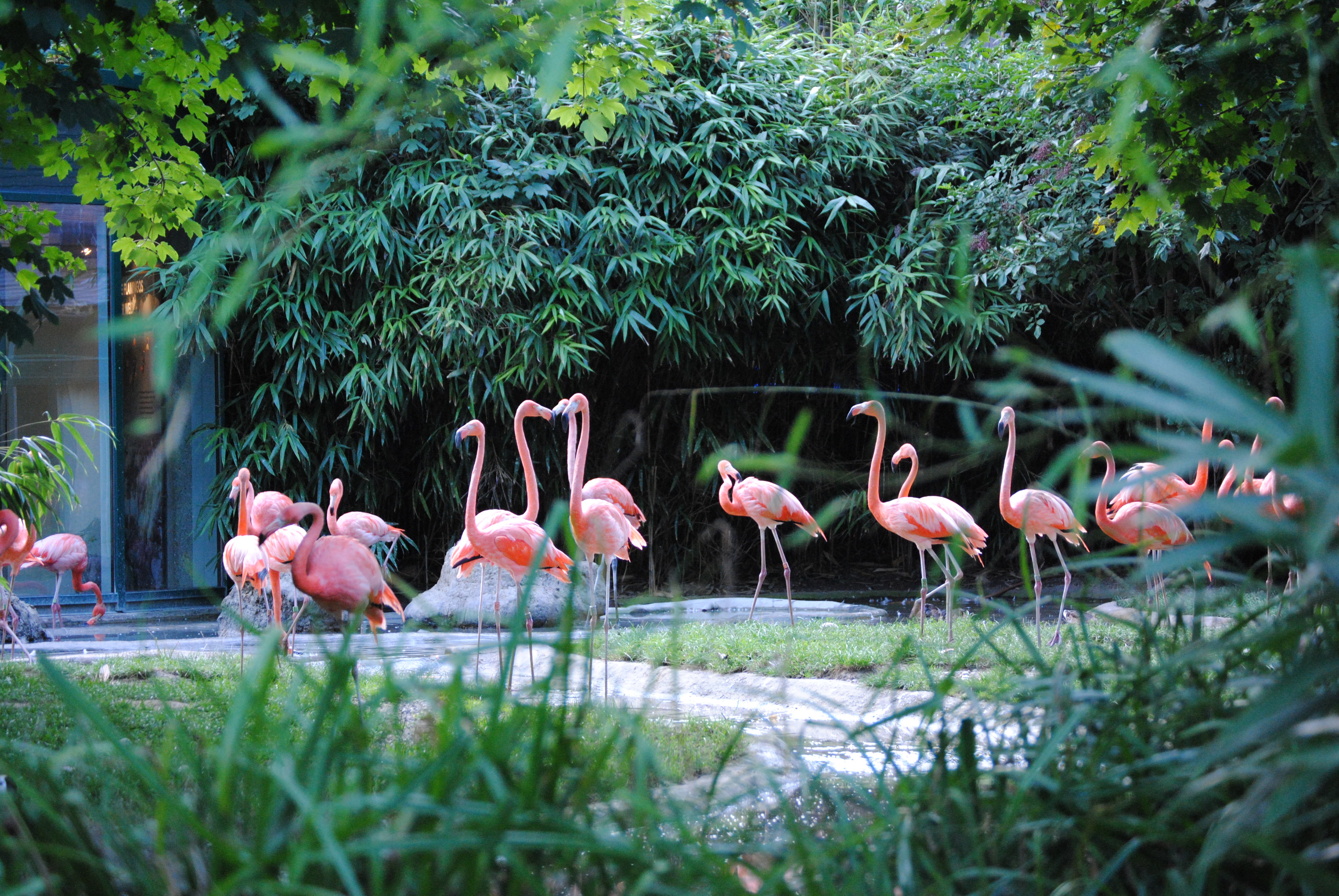
Tiergarten Schönbrunn w Wiedniu – najstarszy działający ogród zoologiczny na świecie

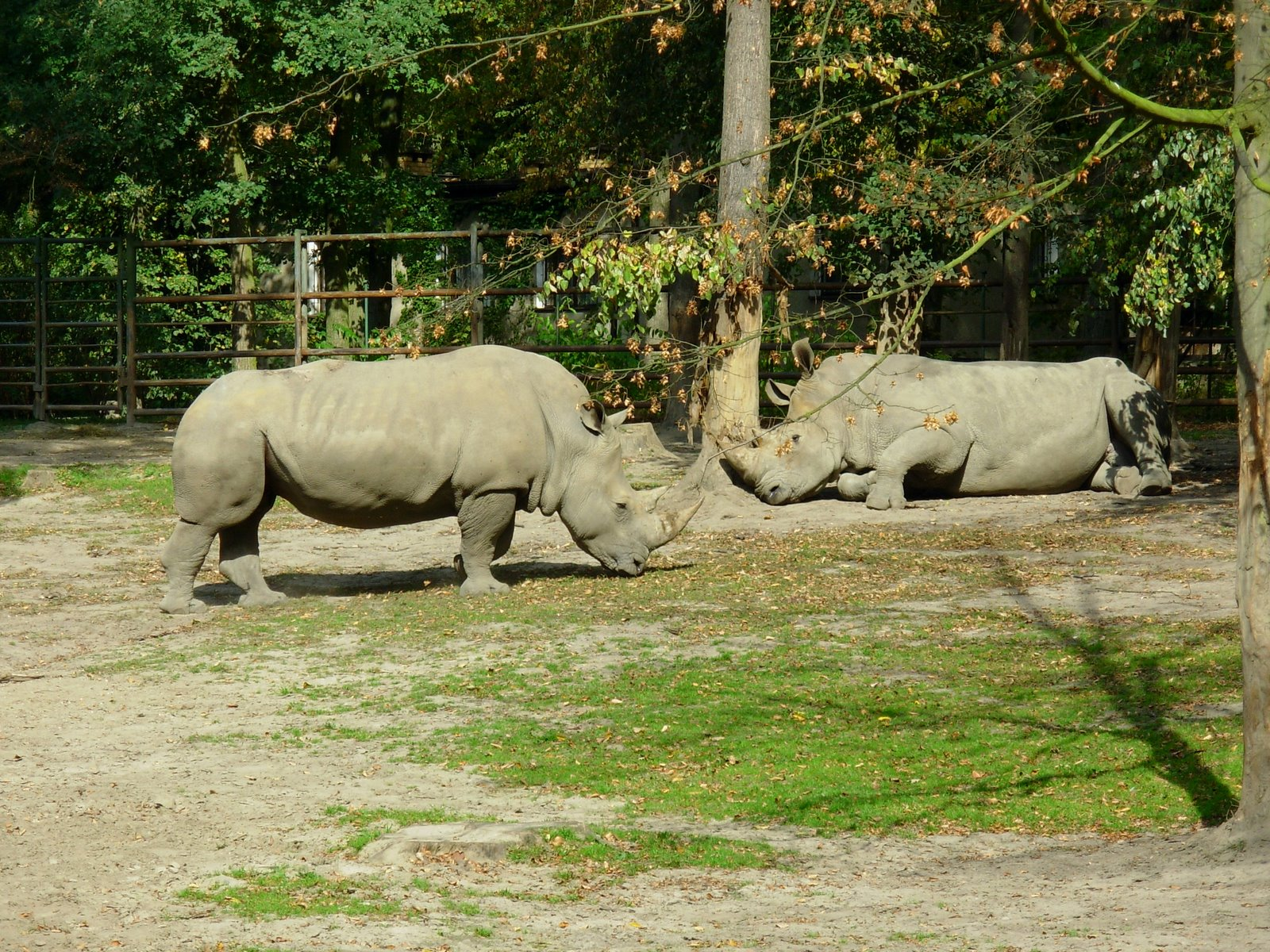
Nosorożce białe w Nowym Zoo w Poznaniu

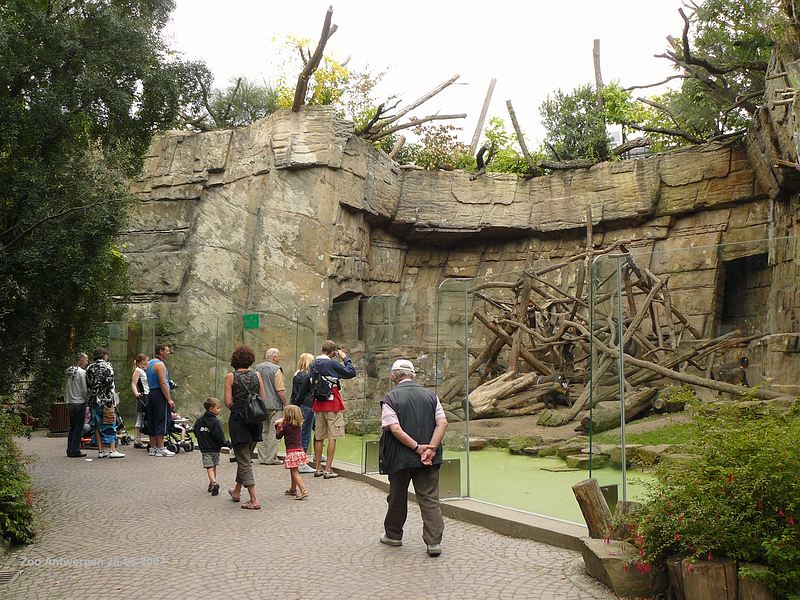
Zoo w Antwerpii

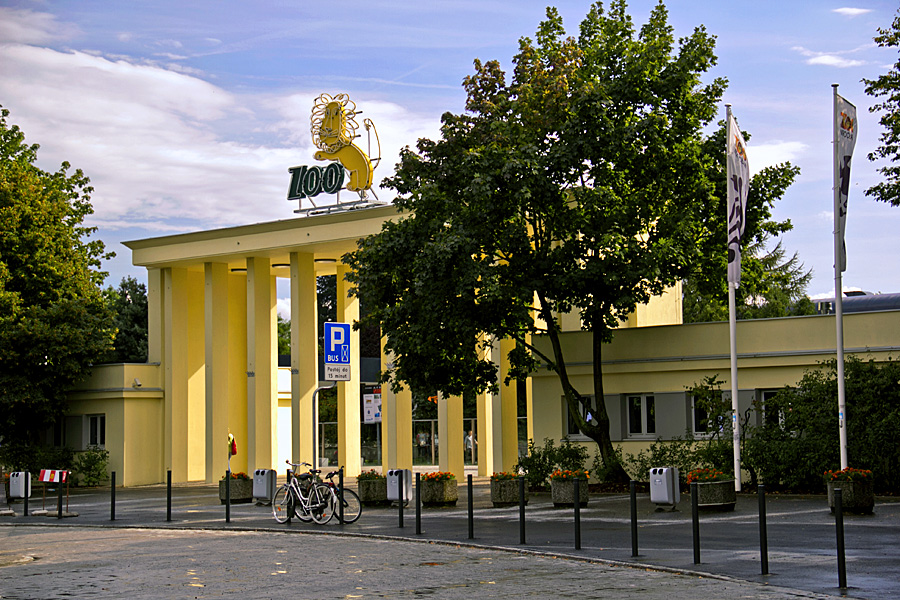
Brama wejściowa Ogrodu Zoologicznego we Wrocławiu

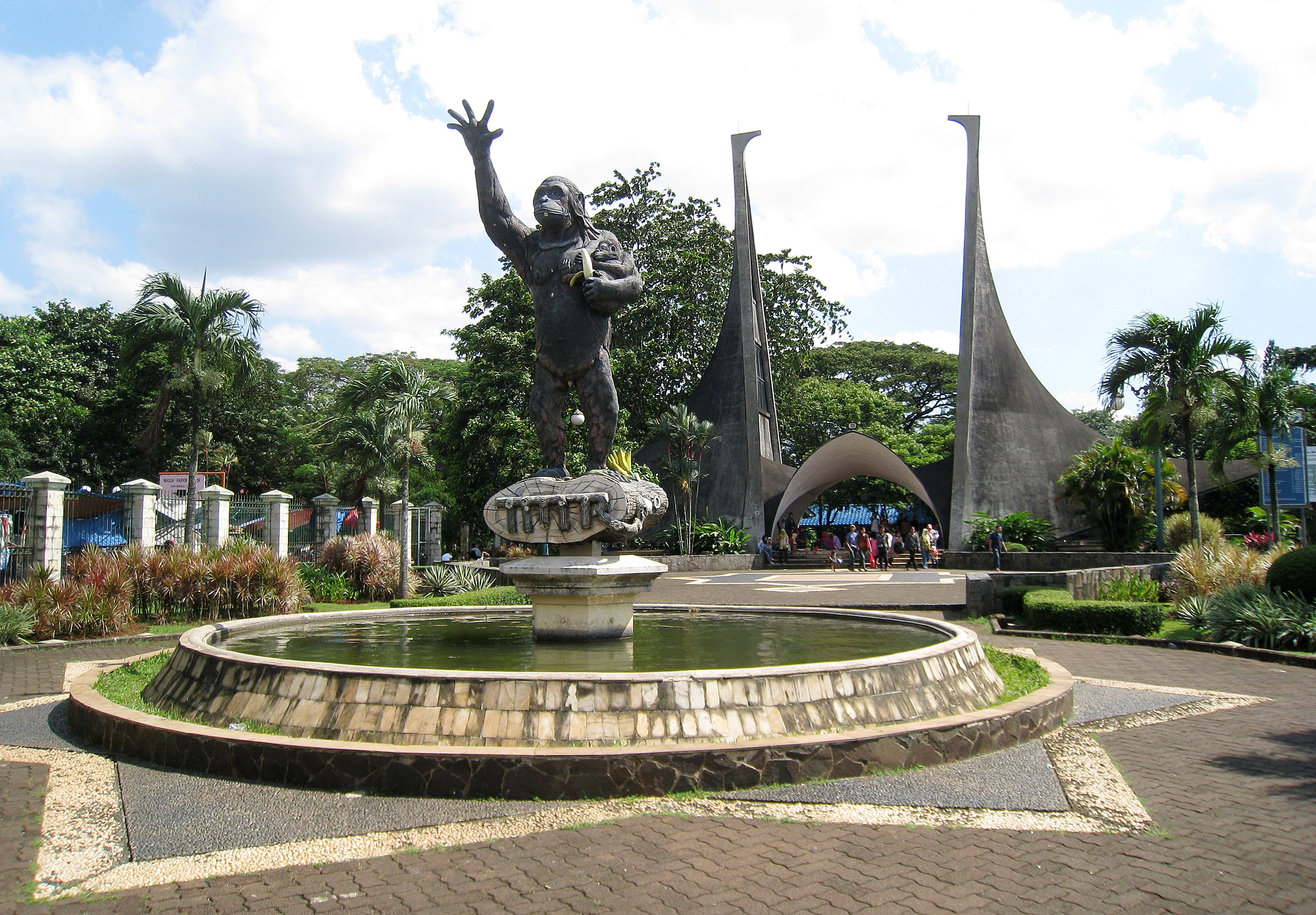
Brama wejściowa Ragunan Zoo w Indonezji

Ogród zoologiczny, zoo – urządzony i zagospodarowany teren wraz z infrastrukturą techniczną i budynkami funkcjonalnie z nim związanymi, gdzie przetrzymywane są oraz eksponowane publicznie przez co najmniej 7 dni w roku żywe zwierzęta gatunków dziko występujących, z wyjątkiem:
- cyrków;
- sklepów ze zwierzętami;
- miejsc, w których eksponowanych jest publicznie nie więcej niż 15 gatunków tych zwierząt i łącznie nie więcej niż 50 gadów, ptaków i ssaków[1].

## Charakterystyka
Prawie taka sama definicja zawarta jest w art. 2 Dyrektywy Rady 1999/22/WE z dnia 29 marca 1999 r.:

Do celów niniejszej dyrektywy „ogrody zoologiczne” oznaczają wszelkie stałe instytucje, gdzie zwierzęta dzikich gatunków przetrzymywane są w celach pokazywania ich publiczności przez 7 lub więcej dni w roku, z wyjątkiem cyrków, sklepów ze zwierzętami oraz instytucji wyłączonych z obowiązku spełniania wymagań niniejszej dyrektywy w związku z faktem, że nie pokazują one publiczności znacznej liczby zwierząt lub gatunków, i że wyłączenie takie nie będzie zagrażać celom niniejszej dyrektywy.

Ogród zoologiczny ma pełnić przede wszystkim rolę edukacyjną i rekreacyjną, jednakże nowoczesne placówki tego typu zazwyczaj mają też bazę naukową potrzebną do systematycznych badań nad hodowanymi gatunkami. Ogrody zoologiczne mogą odgrywać pewną rolę w zachowaniu gatunków, które wyginęły w warunkach naturalnych lub są na granicy wyginięcia, przykładem może być proces przywracania przyrodzie żubra, konia Przewalskiego czy jelenia milu.
Ogrody zoologiczne kształtowane są w trzech systemach rozmieszczenia zwierząt:
- zoogeograficznym,
- według systematyki gatunków,
- na zasadach krajobrazowo-siedliskowych[3].

## Historia
Ogrody zoologiczne mają długą historię, sięgającą starożytności. Już 2000 lat p.n.e. znane były w Chinach, Egipcie i Asyrii, stanowiąc zwykle rozrywkę i obiekt dumy władców, podobnie zresztą jak w średniowieczu i w czasach późniejszych. Taki zwierzyniec miał też w Polsce król Jan III Sobieski. Usytuowany był w Wilanowie na Morysinie i trzymano w nim wiele gatunków egzotycznych.
Menażerie, czy objazdowe zwierzyńce, organizowano też w celach zarobkowych. Zwierzęta wożono i pokazywano zwykle tak długo, aż padały z przemęczenia i złych warunków w ciasnych klatkach. W XIX wieku powstało w Warszawie kilka prywatnych zwierzyńców, ale przestawały istnieć po „wyczerpaniu” zasobów, czyli po śmierci najbardziej atrakcyjnych okazów.
Najstarszym istniejącym ogrodem zoologicznym jest ogród Tiergarten Schönbrunn założony w 1752 w Wiedniu. Pierwszą placówką o charakterze ogrodu zoologicznego była paryska menażeria Jardin des Plantes otwarta w 1794 roku. Stanowiła ona uzupełnienie istniejącego tam Ogrodu Botanicznego. Pierwszy ogród zoologiczny w faktycznym tego słowa znaczeniu posiadał Londyn, powstało ono w 1828 roku – ZSL London Zoo. Efekty tych przedsięwzięć sprawiły, że ogrody zoologiczne miały wkrótce również inne duże miasta:
- Dublin w 1831 – Dublin Zoo
- Bristol w 1836 – Bristol Zoo
- Amsterdam w 1838 – Natura Artis Magistra
- Antwerpia w 1843 – Zoo w Antwerpii
- Berlin w 1844 – Ogród Zoologiczny w Berlinie
- Rotterdam w 1857 – Rotterdam Zoo
- Frankfurt nad Menem w 1858 – Frankfurt Zoo
- Kopenhaga w 1859 – Kopenhaga Zoo
- Melbourne w 1862 – Melbourne Zoo
- Moskwa w 1864 – Ogród Zoologiczny w Moskwie
- Wrocław w 1865 – Ogród Zoologiczny we Wrocławiu
- Budapeszt w 1866 – Ogród Zoologiczny w Budapeszcie
- Poznań w 1874 – Stare Zoo w Poznaniu
- Cincinnati w 1875 – Cincinnati Zoo
- Tokio w 1882 – Ueno Zoo
- Buenos Aires w 1888 – Buenos Aires Zoo
- Dallas w 1888 – Dallas Zoo
- Giza w 1891 – Giza Zoo

Początkowo, zgodnie z doświadczeniami objazdowych menażerii, zwierzęta trzymano w ciasnych klatkach, co bardzo odbijało się na ich zdrowiu i możliwościach rozrodu. Z czasem dyrektorzy ogrodów zoologicznych zdali sobie sprawę, że jednym z warunków sukcesu hodowlanego jest zapewnienie zwierzętom lepszych warunków: większych wybiegów i możliwości „ukrycia” przed oczami zwiedzających.

## Ogrody zoologiczne w Polsce
Pierwszy polski ogród zoologiczny, mający charakter naukowo-dydaktyczny, założył w 1833 w Podhorodcach (od 1945 na Ukrainie) Stanisław Konstanty Pietruski.
Najstarszym ogrodem zoologicznym w Polsce jest Ogród Zoologiczny we Wrocławiu otwarty 10 lipca 1865. Wrocławskie ZOO posiada największą w Polsce liczbę zwierząt (około 12 000) oraz największą liczbę gatunków zwierząt (około 1 100).
Innym wiekowym ogrodem jest Stare Zoo w Poznaniu, założone w 1874, formalnie zarejestrowane w 1875.
Gdański Ogród Zoologiczny jest największą pod względem powierzchni placówką tego typu w kraju. Zajmuje powierzchnię 124 ha. Drugie pod względem wielkości Nowe Zoo w Poznaniu, zajmuje powierzchnię 121 ha.
Ideę ochrony gatunków poprzez działalność ogrodów zoologicznych na terenie Polski propagowali po II wojnie światowej m.in. Hanna i Antoni Gucwińscy, którzy na antenie Telewizji Polskiej prowadzili popularny program Z kamerą wśród zwierząt nagrywany we wrocławskim ZOO.
Najbardziej liczące się ogrody zoologiczne należą do Światowego Stowarzyszenia Ogrodów Zoologicznych i Akwariów, europejskie ogrody dodatkowo do Europejskiego Stowarzyszenia Ogrodów Zoologicznych i Akwariów. W Polsce do EAZA należy 11 ogrodów spełniających normy i wymogi EAZA – w Chorzowie, Gdańsku, Krakowie, Łodzi, Opolu, Płocku, Poznaniu, Toruniu, Warszawie, Wrocławiu i Zamościu.
Istnieje także:
- Ogród Fauny Polskiej ZOO w Bydgoszczy, który jest jedynym zoo w Polsce ukierunkowanym głównie na ekspozycję krajową. Eksponowane są tam również zwierzęta egzotyczne.
- Ogród zoologiczny w Lubinie, który posiada największą kolekcję bażantów spośród wszystkich polskich ogrodów zoologicznych.